# Ilișești (gmina)
Ilișești – gmina w Rumunii, w okręgu Suczawa. Obejmuje miejscowości Brașca i Ilișești. W 2011 roku liczyła 2761 mieszkańców.